# Jully Black
Jully Black (Toronto, 8 de novembro de 1979) é uma cantora canadense.

## Discografia
Álbuns
- 2003: I Travelled
- 2005: This Is Me
- 2007: Revival
- 2009: The Black Book